# Peter Terhorst
Pieter Levinus (Peter) Terhorst (Bennebroek, 21 januari 1952 – Vlissingen, 9 november 1999) was een Nederlands beeldend kunstenaar.

## Biografie
Terhorst volgde van 1973 tot 1979 de opleiding schilder- en monumentale kunst aan de Rijksacademie van Beeldende Kunsten in Amsterdam, waar hij les kreeg van onder andere Harry op de Laak, Otto B. de Kat en Paul Grégoire, Paul Hugo ten Hoopen en studiegenoot was van onder meer Rob Houdijk.
Naast zijn werk in de traditionele naturalistische Rijksacademie-stijl begon Terhorst rond 1979 aan schilderijen met een wolkig patroon van gekleurde vlekken met randen in primaire kleuren. De verhoging van deze randen door middel van houten staafjes luidt een volgende driedimensionale fase in.
In die tijd trouwt hij in Amsterdam met beeldend kunstenaar Eveline van Duyl. Zij kregen twee zoons.
In 1980 begint Terhorst met figuratief ruimtelijk werk in de vorm van kleine, van stroken karton aan elkaar gelijmde sculpturen: follies en villa’s. Ieder kleurige follie en zwarte of donkergekleurde villa toont zijn eigen grillige architectuur met doorsnijdingen en labyrintisch interieur.
Zijn kleine sculptuurtjes worden tentoongesteld en in 1984 aangekocht door het Rijk. Deze zijn onderdeel van de collectie van het Rijksdienst voor het Cultureel Erfgoed Amersfoort.
In Galerie Paladijn exposeert hij in Amsterdam in 1985 zijn follies en villa's en in 1987/88 bij Galerie Akinci zijn grote ‘Pleinen’ in pastel (ca. 125 x 125cm). Weer verwerkt hij elementen uit de architectuur. In grote houtskooltekeningen verschijnen gotische spitsbogen. In vervolg op zijn architectuursculptuurtjes brengt hij in grote kleurvlakken nu Pleinen in beeld, als herinneringen aan Siena (met de rijen rode daken rond de Piazza del Campo). Deze Pleinen zijn omgeven door hoog opgetrokken muren en scherp afgetekende, elkaar overlappende daken. Het gaat Terhorst om het plein als “gesloten ruimte”. De wanden en daken - getekend in kleuren als verzadigd oker, sienna en rood/roze - omsluiten een daar diep beneden liggend ‘Plein”. In bijna de helft van de ca.30 nagelaten pastels is in zo’n Plein een liggend gehurkt mensfiguur te herkennen.
In 1986 en 1987 worden twee ‘Pleinen’ door de Rijksdienst Beeldende Kunst in het kader van de Rijksaankopen aangekocht. Deze bevinden zich in de collecties van het Rijksdienst voor het Cultureel Erfgoed.
Op deze Pleinen met ‘Sienese daken’ volgt de verwerking van beschilderde plafonds in Italiaanse kerken. Voor zijn vierkantige ‘plafondschilderijen’ projecteert hij plafonds van Renaissancekerken op een doek (40 x 40 cm en groter). Door verschuivingen tijdens de projectie vast te leggen krijgt het schilderij een caleidoscopisch-gekleurd beeldoppervlak. Elk werk heeft een ‘Opus-nummer’. Vanaf 1986 werkt hij jarenlang aan een reeks van ca. 35 ‘Opussen’’.
Na een verhuizing midden jaren 80 naar Zeeland (Yerseke en Middelburg) krijgt Eveline van Duyl daar vooral monumentale opdrachten en begint Peter Terhorst met meer vanuit vanuit andere ideeën opgezette schilderijen. Het Zeeuws Museum verwerft van hem acht schilderijen uit de ‘Opus’-reeks van 1991 en vier ‘nieuwe’, waarin de taal als ornament wordt gepresenteerd.
In Zeeland krijgen ze jaren lang aandacht van het Zeeuws Museum, Middelburg en Galerie van den Berge in Goes. Belangrijk contact in Zeeland wordt Leon Riekwell, directeur van het Bureau Beeldende Kunst Vlissingen, die veel werk van hem aankoopt (nu in beheer van Museum Vlissingen) en Peter Terhorst in 1995 aanstelt als tentoonstellingcoördinator in de kabinetten van de Watertoren, Vlissingen, Oost-Souborg.
Steeds meer wordt zijn werk geïnspireerd door filosofische uiteenzettingen.
Uit de stroom van ideeën die in de jaren 80 internationaal uitmondde in het zogenaamde postmodernisme gebruikte hij Michel Foucault’s Les Mots et les Choses als bron voor een nieuwe beeldtaal. Volgens Foucault hebben ’woorden’ en daarmee ook ‘taal’ in de loop van de middeleeuwen hun samenhang verloren met de ‘dingen’, dat wil zeggen de werkelijkheid om ons heen. De mens wordt zo in een isolement gebracht. Toen Terhorst rond 1990 Foucaults boodschap oppikte, bracht hij die vermeende leegte van de taal en haar woorden in beeld. In een reeks van vier schilderijen (in lood, zink en rubber) kreeg bijvoorbeeld het woord ‘bloem’ steeds een andere vorm. Maar de taal wordt niet alleen ontleed in woorden of (beladen) begrippen (‘liefde’, zin’, ’waarheid’), maar ook in partikels of losse letters. Op met lood beklede platen van ca. 80 x 80cm grifte hij zinnen met woordenreeksen in of grote rozetten die uit woorden waren samengesteld. Maar in de chaos van woorden en hun betekenissen moet wel een soort consensus geschapen worden, wil de mens kunnen functioneren. In het verlengde van die consensus ontwaarde Terhorst naar eigen zeggen ook een consensus over de vraag hoe plekken eruit moeten zien waar veel mensen op zoek zijn naar zogenaamde ‘leuke dingen’. Die legde hij vast in foto’s en tekeningen van toeristische plekken in Spanje en Tunesië (in 1998 gepubliceerd in Een Reisje).

## Tentoonstellingen
- Galerie Paladijn, Amsterdam, 1979 (solo-tentoonstelling)
- Galerie Paladijn, Amsterdam, 1985 (solo-tentoonstelling)
- Galerie Akinci, Amsterdam 1988/89 (solo-tentoonstelling)[5]
- Galerie Balans, Amsterdam 1991 (solo-tentoonstelling)
- Galerie In Situ, Aalst (B), 1993 (solo-tentoonstellingen)
- Galerie Van den Berge / Goes 1991 – 1999 (meerdere solo-tentoonstellingen)[6]
- Vleeshal Middelburg (groepstentoonstelling)[7]
- Grote Kerk Goes 1996 (groepstentoonstelling)[8]
- Solo-tentoonstelling in Kunstcentrum deWillem3, Vlissingen, 2003.

## Openbare collecties
- Rijksdienst Cultureel Erfgoed
- Zeeuws Museum (Provincie Zeeland)
- Gemeente Amsterdam. Diverse opdrachten voor de openbare ruimten.[8]
- Muzeeum, Vlissingen

## Galerij

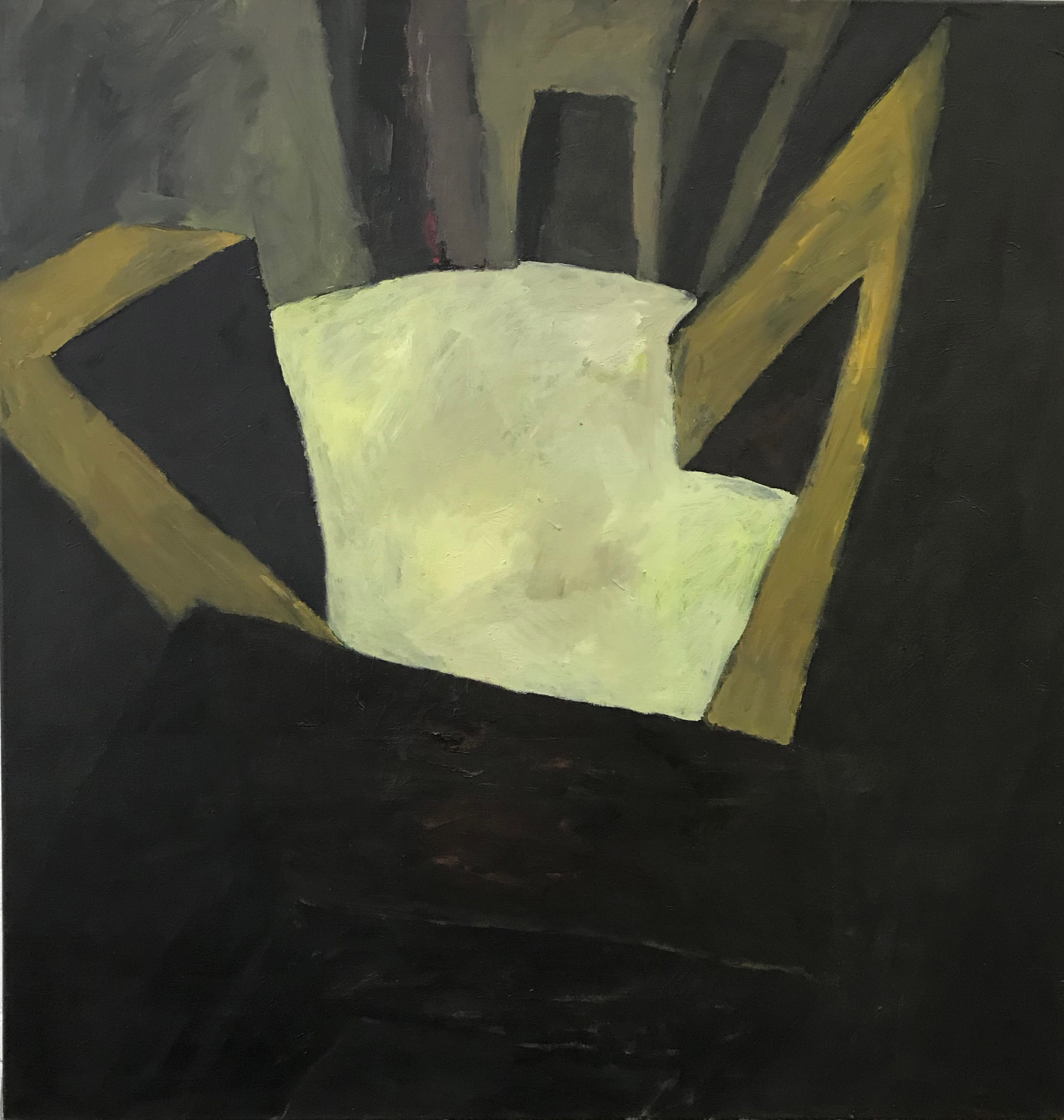
Plein (1985-86)
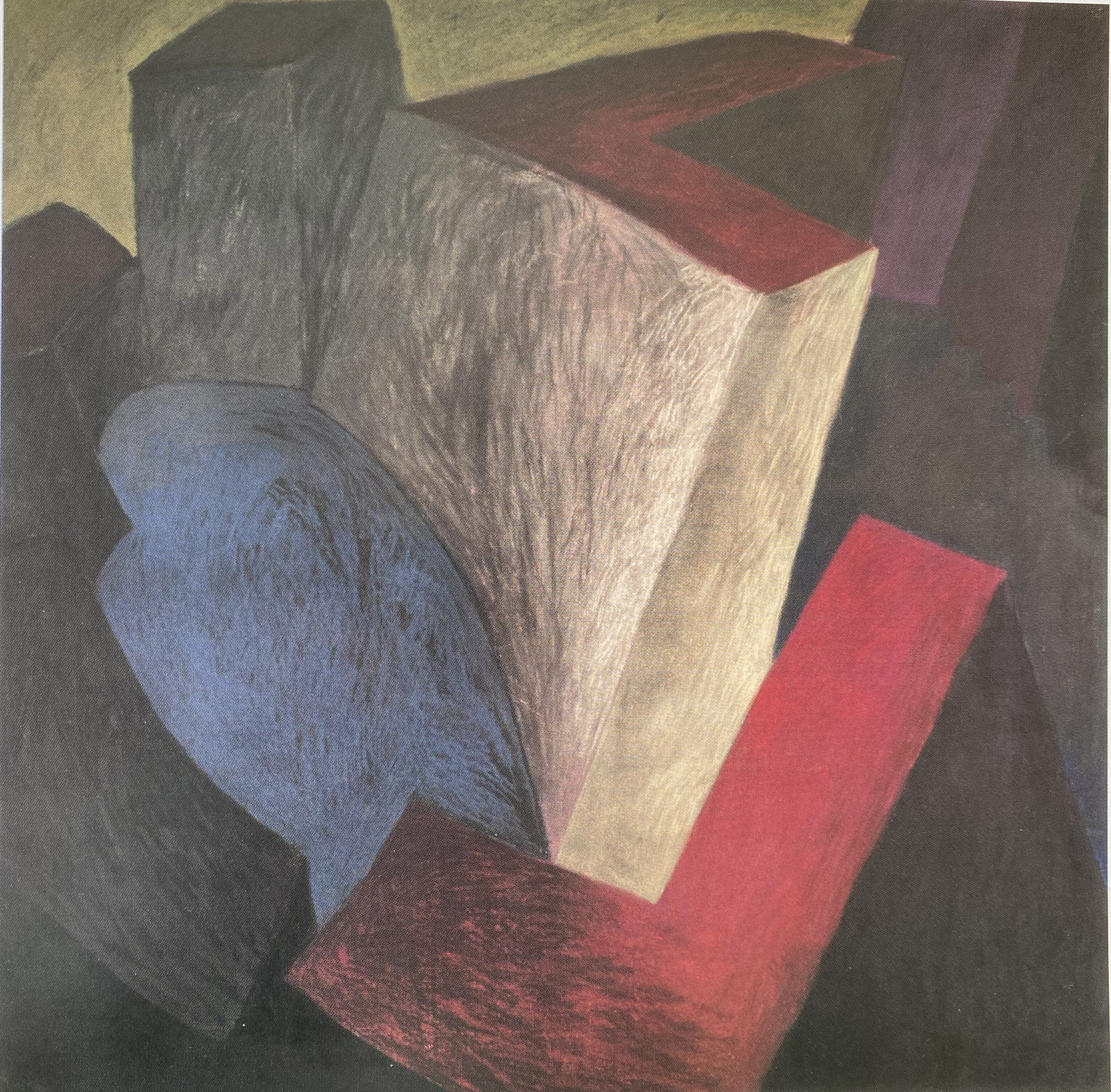
Plein (1985)
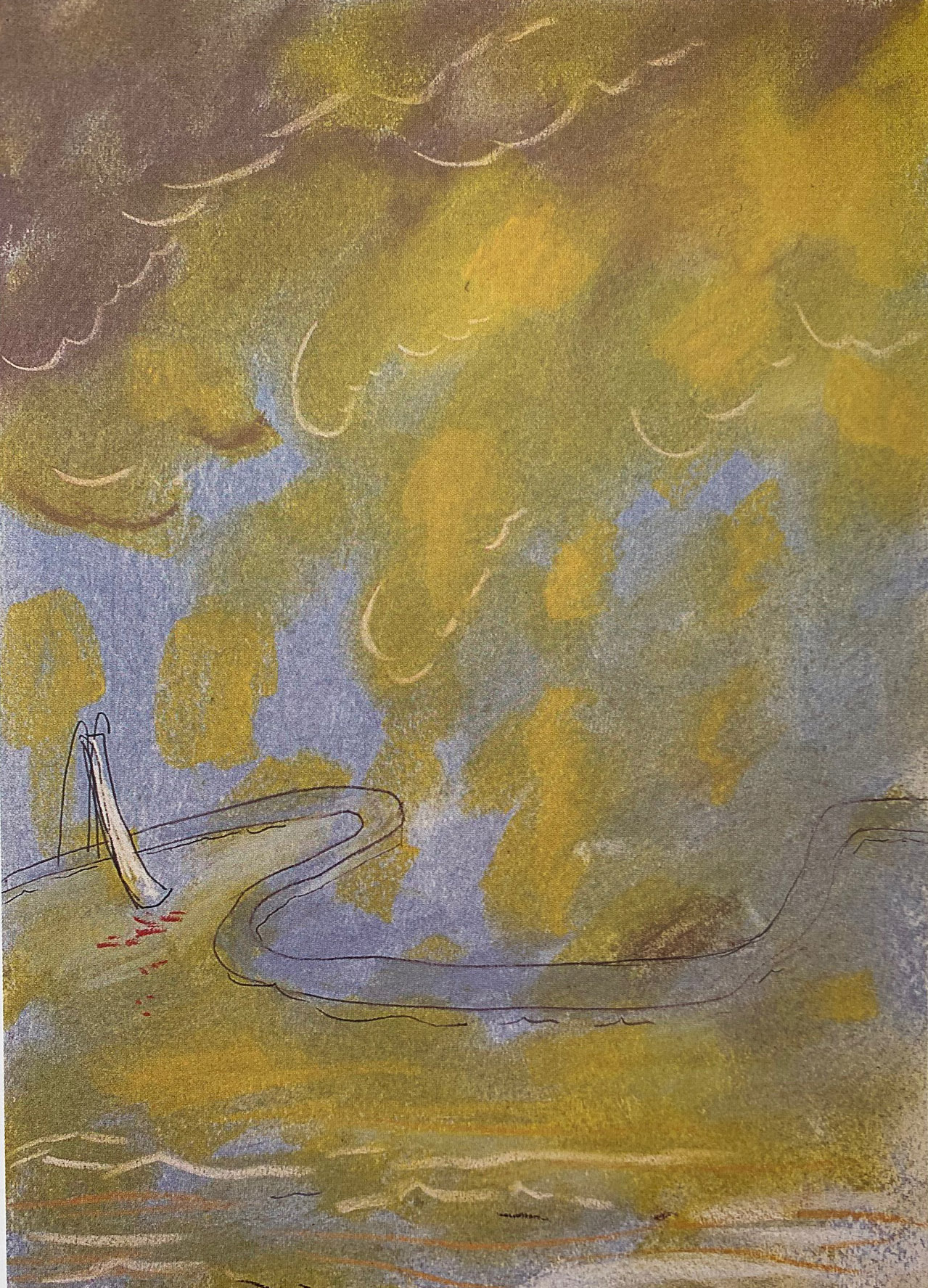
Zwembad met onweerslucht (1997)
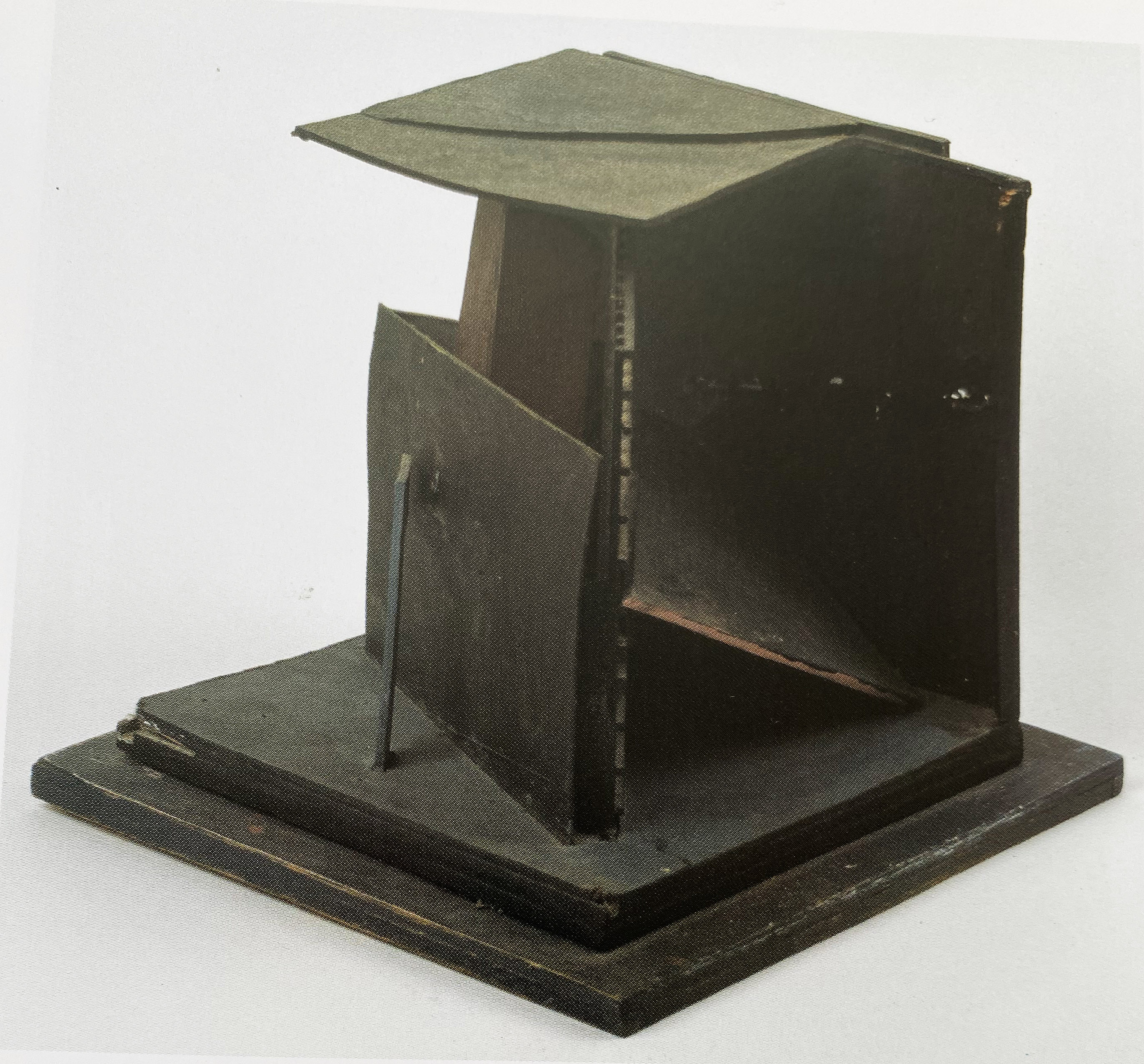
Villa 1980-1982